# Ендокардит
Ендокардит (Endocarditis) се нарича възпаление на ендокарда, което може да обхване клапите (валвулит) или останалата част на ендокарда (париетален ендокардит).

## Класификация
Ендокардитите се делят на две основни групи:
- Бактериални ендокардити, които се предизвикват пряко от бактериални причинители. Те биват:
  - остри, септични (или злокачествени) ендокардити;
  - бавен (или подостър) ендокардит (endocarditis lenta). Този вид ендокардит се причинява най-често от нехемолитичния зеленеещ стрептокок (streptococcus viridans) и протича под формата на хронично възпаление. Изходно огнище може да бъде всяка инфекция, но много често е зъбна (гранулом и особено често при екстракция на зъб). По-редки причинители са стафилококи, пневмококи, коли бактерии и др. За развитието на заболяването значение има не само видът на причинителя, но и имунната защита на организма.
- Небактериални ендокардити, при които липсват бактериални агенти в ендокарда. Към тази група се отнасят ревматичният и колагенозните ендокардити.

Патологоанатомично има endocarditis simplex и endocarditis verucosa. Последният е характерен за ревматизма. При тази форма често се развива фиброза и върху клапите отново се явява възпаление – endocarditis recrudescens.
Втората основна форма е endocarditis ulcerosa, endocarditis septica acuta, който е характерен за бактериалните ендокардити. Върху язвите се образуват тромби, съдържащи бактерии, които при откъсването си водят до септични емболии.
Септичен ендокардит (endocarditis septica acuta, endocarditis ulcerosa).

## Клинични признаци
Характеризира с тежко септично състояние – температура, втрисане, обилно изпотяване, силна отпадналост, главоболие, безсъние, често бълнуване, безапетитие и др. Езикът е сух. По кожата се явяват петехиални обриви. Черният дроб и слезката са увеличени. От страна на сърцето поради улцеро-некротичните процеси на клапите настъпват разкъсвания и пробиви по тях, в резултат на което се появяват сърдечни шумове. Те имат груб характер, често с музикален (мяукащ тембър). Характерно е, че те са бързо променливи – намаляват или се усилват от ден на ден поради бързите морфологични промени на клапите. Характерен признак са емболиите. Те са септични и пренасят инфекцията, поради което на мястото, където са попаднали се развиват гнойни процеси. Това може да стане в различните вътрешни органи (бъбреци, черен дроб, слезка, мозък, бели дробове и др.). В тези органи се развиват т.нар. висцерални инфаркти. Засягат се още крайниците, ставите. В кръвта се установява неутрофилна левкоцитоза, ускоряване на утаяването на еритроцитите, понякога тромбоцитопения и др. Хемокултурата доказва често, но не винаги причинителя.
Клиничното заболяване може да започне неусетно и неотчетливо. Поради това, че причинителите на този вид ендокардит обичат да се поселват върху предварително увредени сърдечни клапи, болните започват да се уморяват лесно, като умората се засилва от ден на ден. Вечер температурата се покачва над 37 °C, достига до 37,5 – 38 °C, обикновено без тръпки. Понякога болните се изпотяват със спадането на температурата. Често се оплакват от главоболие, безапетитие и др. С времето болестта напредва и в клиничната картина се оформят три синдрома: инфекциозен, периферносъдов и сърдечен.

### Инфекциозен синдром
Инфекциозният синдром най-често се изявява с температура, която рядко може да добие септичен характер, тръпки и по-рядко втрисане, обилно изпотяване, бледо до бледожълтеникаво лице. В напреднал стадий лицето добива цвят на мляко с кафе. Лигавиците са също бледи, анемични. Слезката е увеличена. Черният дроб също се увеличава. В редица случаи се наблюдават барабанни пръсти.

### Периферносъдови признаци
Дължат се на емболични процеси. Характерни са възелчетата на Ослер. Това са малки червени или синьо-червени леко повдигнати петънца с диаметър няколко милиметра, в центъра често с малко бяло мехурче (везикулка). Най-често се установяват по върховете на пръстите, под ноктите, тенара или хипотенара. При палпация са болезнени. Тези възелчета никога не нагнояват, задържат се няколко дни и изчезват, без да оставят следи. Петехиите по кожата се наблюдават най-често в областта на ключицата, гърдите, корема или крайниците. Могат да се поставят и в устната кухина, на небцето, очните дъна, конюнктивите и др. Такива кръвоизливи при конюнктивите на долните клепачи са много характерни за този вид ендокардит и носят наименованието симптом на Лукан – Либман.
В бъбреците се развива т.нар. огнищен нефрит, който се изразява с протеинурия и микрохематурия. По-рядко болестта се усложнява под формата на дифузен гломерулонефрит, който протича с отоци, хипертония, протеинурия, хематурия, цилиндрурия. При някои болни може да се развие картината на бъбречен инфаркт с остра или тъпа болка в кръста. Такива инфаркти може да се явят и в други органи: мозък, слезка, черва, бели дробове и др.

### Сърдечни признаци
Характерна е появата на нови шумове или промяната на характера на старите (от ревмокардит) шумове. Променят се силата и продължителността на даден шум, неговият тембър и пр. Могат да се засегнат и нови сърдечни клапи. Сърдечните тонове могат да заглъхнат. Субективно болните могат да се оплакват от болки в сърдечната област, сърцебиене. Това може да се дължи на перикардно триене (перикардит). С течение на времето, ако заболяването не се диагностицира и лекува, болните могат да развият сърдечна недостатъчност, която протича със задух, отоци и пр.

## Лечение
Провежда се със съответния антибиотик, който се прилага в големи дози (по-добре венозно или мускулно) и продължително време.